# Filistión de Nicea
Filistión de Nicea (Philistion: Φιλιστίων) fue un cómico y escritor de mimos de la Antigua Grecia, nacido en Nicea, que probablemente vivió en época de Augusto, en el siglo I, aunque algunos autores antiguos (de manera errónea) señalaron que fue contemporáneo de Sócrates y lo ubicaron por tanto en el siglo V a. C.
Se le atribuyen varias sentencias contenidas en la obra Comparación de Menandro y Filistión, donde se le comparó con el comediógrafo Menandro. La Suda dice que escribió una obra titulada Philogelon, o El amante de la risa, y que murió de una risa excesiva. 
Hay un poema en la Antología Palatina que lo cita:

El que mezcló la vida de los hombres, abundantes en lágrimas, con la risa, Filistión de Nicea, aquí reposó resto de toda vida. Muchas veces había muerto, pero así ninguna.
Antología Palatina